# Theganopteryx shabaensis
Theganopteryx shabaensis är en kackerlacksart som beskrevs av Kumar och Karlis Princis 1978. Theganopteryx shabaensis ingår i släktet Theganopteryx och familjen småkackerlackor. Inga underarter finns listade i Catalogue of Life.